# 中尾豊健
中尾 豊健（なかお とよたけ、1951年7月31日 - ）は大阪府出身のプロゴルファー。

## 来歴
近畿大学4年生の時に初めてクラブを握ると、1979年にプロに合格し、1980年からトーナメントに出場して初年度の賞金ランクは140位であった。
1981年のゴルフダイジェストトーナメントでは自称「度胸打法」のスイングを矯正中であったため練習のつもりで出場したが、3日目には67をマークして3位に浮上。最終日には初日から首位の中嶋常幸と5打差でスタートし、中嶋が前日2位の渡辺由己と共にボギーが先行してスコアを崩す中、中尾も11番から3連続ボギーを叩く。中嶋とは依然4打差であったが、逆に気が楽になって14番から3連続バーディーであっという間に追い上げ、最終ホールで3mのバーディーパットを沈める。2アンダー70でまとめて中嶋と通算10アンダー278で並ぶと、5ホールに及ぶプレーオフで破ってプロ初優勝を飾る。　　
1985年にはマンデートーナメントから出場した日本オープンで2日目には通算2アンダーで青木功・牧野裕・呂良煥（中華民国）と並んでの首位タイに立ち、1987年の千葉オープンでは牧野・中村忠夫・長谷川勝治に次ぐと同時に磯崎功・小川清二と並んでの4位タイに入った。
1989年の三菱ギャランでは初日の18番でアルバトロスを達成し、中尾の快挙を聞いたコースのオーナーから特別賞として50万円を贈られる。その後には新井規矩雄が中尾と同じ左セミラフから2番アイアンでカップインし、同日同ホールでの2人のアルバトロスは世界初と騒がれた。
1993年には後援競技ランキング1位になり初のシード入りを果たし、1994年のヨネックスオープン広島では2日目に通算7アンダーで首位タイ、3日目には通算11アンダーで単独首位 に立つが、サムソン・ギムソン（シンガポール）、山本善隆と並んでの3位タイに入った。
1999年の日本オープンを最後にレギュラーツアーから引退し、2000年からはPGA副会長に就任、資格認証委員会の委員長としてPGA改革に積極的に取り組む。
2001年からはシニアに転向し、2年目の2002年は7試合に出場して鷹の巣シニアの7位タイがベスト。2001年の賞金ランキング21位を下回る28位であったが、2003年から賞金ランキングによるシード枠が前年までの15位から30位に拡大されたため初のシード入りを果たした。
2003年は8試合に出場してMKシニアの5位がベストで、ビックライザックでは2日目までトップを守る活躍を見せる。
2004年はアデランスウェルネスオープンで4打差8位タイからスタートした最終日、出だしの1番から3連続バーディを奪うと5番、7番でバーディを重ねトップに並び、インに入っても3連続バーディを奪い64をマーク、同年からシニアツアー登場の横島由一に3打差付けてシニアツアー初優勝を飾った。大会翌週には背広にネクタイ姿でティーチングプロの講習会に出席し、資格認証委員会・委員長として挨拶、聴講と大忙しであった。
2005年は特別協力競技の第11回フィフティズキッズで優勝しシニア競技2勝目を挙げ、シニアツアーではファンケルクラシック7位、アデランスシニア9位などで予選落ちはなく賞金ランク13位に入り、2002年からのシード権を守った。
2006年はシニアツアー初戦アデランスシニアでは2日目、トップの室田淳を5バーディ、2ボギー、5つの1パットパーという粘りのゴルフで1打差まで追い上げると最終日、最後まで予断を許さない試合展開の中、一時は13番でトップに並ぶ健闘を見せたが、17番で痛恨の3パットボギーを叩き打差で室田に敗れた。
2007年は室田・中嶋・尾崎健夫・青木功など強豪が出場したコマツオープンでは初日単独トップに立つと2日目はパープレーで凌ぎ、トップを守っての最終日は5バーディ、ノーボギーのベストスコア67でまわり通算9アンダーで、2位以下を振り切り完全優勝し、賞金ランクでも7位に入る健闘を見せた。
2008年は連覇のかかったコマツオープンで最終日に連日の66でチャージしたが、初日の73が響き2打届かず4位に終わった。
シニア入り10年目の2010年は左肩の腱板断裂で2試合しか出場できず、2002年から守り続けた賞金ランクでのシード入りを果たせなかった。
2023年の関西プロゴールドシニアでは寒さに加え朝からの雨風で厳しい戦いが強いられる中で自分のプレーを貫き、5バーディー1ボギー、68ストロークで回って通算1アンダーとし逆転優勝を飾る。
関西プロゴールドシニア最終日では5番ホールから3連続バーディーで勢いにのり、9番で2mメートルに着けて前半を32で回る。後半に入ると13番ホールから雨が強く降り出して、14番パー5では2mほどの距離から3パットボギー。17番のグリーンカラーから8mのパッティングが入ると、最後までスコアを崩すことなく68ストロークでホールアウトし、エージシュートでの優勝となった。

## 主な優勝
レギュラー
- 1981年 - ゴルフダイジェストトーナメント
- 1986年 - 京都・滋賀オープン
- 1991年 - デサント大阪オープン
- 1993年 - つるや大阪オープン、ミズノTOKYOオープン

シニア
- 2004年 - アデランスウエルネスオープン
- 2005年 - フィフティズ・キッズオープンin京滋
- 2007年 - コマツオープン
- 2019年 - ISPS・ハンダゴールドシニア
- 2023年 - 関西プロゴールドシニア